# Slackline

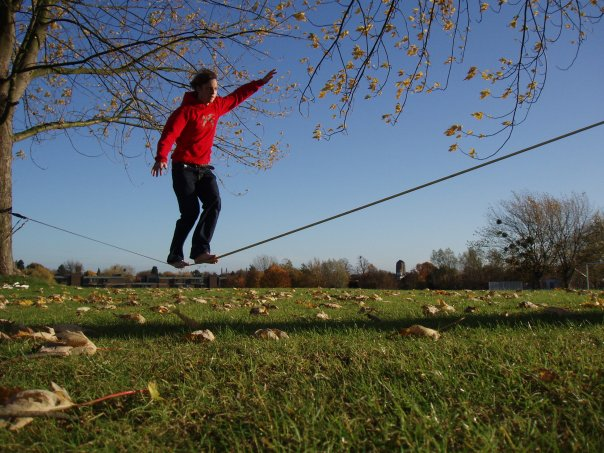
Egy férfi a sport gyakorlása közben

A slackline egy extrém sport, mely nagy egyensúlyérzéket igényel. 
A kötél anyaga általában nejlon vagy poliészter, két szilárd pont közé feszítik ki.  
A slackline-ozás eltér a kötéltánctól, mert ebben az esetben nincs olyan mereven kifeszítve a kötél, sokkal rugalmasabb, vissza lehet róla pattanni, mintha trambulint használnánk. Többféleképpen ki lehet feszíteni, attól függően, épp mire akarjuk azt használni: egyszerű sétálásra, vagy valamilyen mutatványokat is szeretnénk véghez vinni. Szövéstechnikájának köszönhetően a kötél nagyon lapos, így a talp szépen rásimul, ellentétben a sima kötéllel. Dinamikájának köszönhetően merész mutatványokat is elő lehet adni annak, aki kellőképpen képzett már a slackline-on.

## Története
Míg a kötéltánc már nagyon régóta létezik, a modernebb slackline eredetét két sziklamászónak tulajdonítják, akik 1979-ben még a washingtoni Olympia Evergreen State College tanulói voltak. Adam Grosowsky és Jeff Ellington laza láncokon és sodort köteleken kezdtek járkálni a városban, majd beruháztak a technika fejlesztésébe – melynek lényege a lapos, különleges szövési technika, ezen túl a rugalmas nejlon növeli a bemutatható trükkök számát, ráadásul az is elérhető lesz, hogy egyszerre többen ugráljanak a kötélen. A főiskolánál gyakoroltak óraközi szünetekben, a legtöbbször kíváncsi tömegeket vonzva maguk köré. Brooke Sandahl, egy másik hallgató, Grosowsky and Ellington gyakori sziklamászó partnere, szintén egy korai használója volt a kötélnek.

## Típusai

### Urbanlining
Az urbanlining vagy urban slacklining a slackline összes stílusát magába foglalja. Ez azokra vonatkozik, akik városi, lakott területen gyakorolnak, például parkokban vagy az utcákon. Általában a szélesebb, 2 inches köteleket használják, de vannak néhányan, akik a keskenyebb 1 incheset, longline vagy waterline gyakorlásakor. Ezen belül is van több kategória. Az egyik a timelining, ami azt jelenti, hogy minél hosszabb ideig megpróbálnak a kötélen maradni, anélkül, hogy leesnének. Másik kategóriája a streetline, mely az utcai edzéseket kombinálja össze a slackline dinamizmusával. Bámulatos mutatványokat adnak elő, például különféle forgásokat, szaltókat, kézenállásokat.

### Tricklining
A tricklining a leggyakoribb formája a slackline-ozásnak, köszönhetően a 2 inches kötél egyszerű felszerelésének. Általában a talajhoz közel szerelik fel, de magasabbra is fel lehet tenni. Rengeteg trükk kivitelezhető a kötélen, és mivel egészen újszerű sportról van szó, sok újabb mutatványt is létre lehet hozni. Az alaptrükkök közé tartozik a sétálás, hátrafelé sétálás, megfordulás, letérdelés, futva ráugrani a kötélre. A közepes nehézségű trükkök a következőek: Buddha-ülés, leülés, lefekvés, előre-hátra vagy oldalra ringatózás, 90 vagy 180 fokban ugorva fordulás. A nehezebbek a különféle ugrások, egyik kötélről a másikra, 360 fokos fordulás, mellkasra vagy fenékre pattanva újból ráállni a kötélre.

### Waterlining
A waterlining a víz fölötti slackline-ozást jelenti. Ez egy ideális módja az új trükkök elsajátításának, és emellett több élvezetet és mulatságot is okoz. A leggyakoribb helyek, amik felett waterline-t gyakorolnak: medencék, folyók, tavak, kikötők, tartóoszlopok. A kötelet a víz közelében, jóval a víz fölött, és akár a víz alatt is el lehet helyezni, a fontos az, hogy ne legyen hajóforgalom a közelben.

### Highlining
A highlining slackline-ozást jelent magasan a föld vagy a víz fölött. Sokan ezt tartják a sport tetőpontjának. Általában olyan helyeken gyakorolnak, ahol már korábban is tettek hasonlóakat a kötéltáncosok. Hogy garantálják a biztonságukat, legtöbbször egy olyan övet kötnek magukra, mely magára a slackline kötelére van erősítve, természetesen itt is akadnak kivételek, mint például Dean Potter vagy Andy Lewis.

### Windlining
A windlining slackline-ozást jelent nagyon szeles időjárásban. A szél erősségétől függően nagyon nehéz a kötélen maradni, így ez a típus még nagyobb egyensúlyérzéket igényel.

## Fordítás
- Ez a szócikk részben vagy egészben  a   Slacklining című angol Wikipédia-szócikk ezen változatának fordításán alapul.  Az eredeti cikk szerkesztőit annak laptörténete sorolja fel. Ez a jelzés csupán a megfogalmazás eredetét és a szerzői jogokat jelzi, nem szolgál a cikkben szereplő információk forrásmegjelöléseként.